# Cameron Britton
Pour les articles homonymes, voir Britton.
Cameron Britton est un acteur américain, né le 6 juin 1986. Il se fait connaître grâce à son rôle du tueur en série Ed Kemper dans la série télévisée Mindhunter (2017) et d'Hazel dans la série Umbrella Academy (2019-2020).

## Biographie

### Jeunesse et formation
Cameron Britton naît le 6 juin 1986. Il grandit dans le  comté de Sonoma, en Californie. Sa mère, est Julianna Martinelli, dont la famille est connue pour la propriété de vins Martinelly. À l'âge de onze ans, il déclare vouloir être acteur. Il fréquente à l'Analy High School (en) à Sebastopol (Californie), d'où il sort diplômé en 2004.
Jeune, il travaille en tant qu'enseignant du préscolaire pendant huit ans, pour des enfants, de 18 mois à 3 ans, ayant des besoins particuliers.

### Carrière
Cameron Britton commence sa carrière à la télévision en 2014, apparaissant dans un épisode de la série documentaire Unusual Suspects, avant de se lancer d'autres séries telles que Les Bio-Teens (Lab Rats), Battle Creek (2015) et Stitchers (2015), ainsi que dans un long métrage Camp Takota de Chris et Nick Riedell.
En 2017, il apparaît dans la série policière Mindhunter, où il incarne le tueur en série Ed Kemper. Pour ce rôle, il est nommé pour le Primetime Emmy Award en 2018. En novembre 2017, il est choisi pour jouer le rôle de pirate informatique dans le thriller policier Millénium : Ce qui ne me tue pas (The Girl in the Spider's Web) de Fede Álvarez.
Mi-février 2018, il est choisi pour le rôle d'Hazel, l'un des personnages principaux de la série télévisée américaine Umbrella Academy, adapté des comics du même titre de Gerard Way et Gabriel Bá. La série est diffusée sur Netflix, le 15 février 2019,.
Début avril 2023, il est choisi par la production sud-coréenne pour le film de science-fiction Hope (호프) réalisé par Na Hong-jin.

## Filmographie

### Cinéma

#### Longs métrages
- 2014 : Camp Takota de Chris et Nick Riedell : Chet
- 2014 : Redeemed de David A. R. White : Alex
- 2015 : Day Out Of Days de Zoe Cassavetes : Mick
- 2018 : Millénium : Ce qui ne me tue pas (The Girl in the Spider's Web) de Fede Álvarez : Plague
- 2020 : Emmageddon de Ryan M. Moore : Cyrus
- 2022 : Le Pire Voisin au monde (A Man Called Otto) de Marc Forster : Jimmy
- 2025 : Mickey 17 de Bong Joon-ho : Arkady
- prévu en 2026 : Hope (호프) de Na Hong-jin

#### Courts métrages
- 2014 : You'll Just Love My Dad de Stephanie Jones : M. Taylor
- 2014 : Vice Versa de Ryan A. Cole : Tony

### Télévision

#### Séries télévisées
- 2014 : Unusual Suspects : Jeffrey Boyd (saison 6, épisode 3 : Brute Force)
- 2014 : Les Bio-Teens (Lab Rats) : l'agent de sécurité (saison 3, épisode 16 : Alien Gladiators)
- 2014 : Vox Influx : Casper Simmons (saison 1, épisode 1 : Vox)
- 2015 : Battle Creek : Oliver Nathan (saison 1, épisode 13 : Sympathy for the devil)
- 2015-2017 : Stitchers Tim, responsable ingénierie (22 épisodes)
- 2017 : Mindhunter : Ed Kemper (3 épisodes)
- 2017 : S.W.A.T : Patrick (saison 1, épisode 5 : Imposters)
- 2018 : Barry : l'inspecteur Charlie Simmer (2 épisodes)
- 2019-2020 : Umbrella Academy Hazel (11 épisodes)
- 2020 : Manhunt : Deadly Games : Richard Jewell (10 épisodes)
- 2021 : Shrill : Will (4 épisodes)
- 2022 : La Femme qui habitait en face de la fille à la fenêtre (The Woman in the House Across the Street from the Girl in the Window) : Buell (mini-série ; 7 épisodes)

## Distinctions

### Récompense
- Gold Derby Awards 2018 : meilleur acteur invité dans une série télévisée dramatique pour Mindhunter

### Nominations
- Gold Derby Awards 2018 : meilleure révélation masculin de l'année
- Primetime Emmy Awards 2018 : meilleur acteur invité dans une série télévisée dramatique pour Mindhunter